# Rödkobbsfjärden
Rödkobbsfjärden är en fjärd i Stockholms skärgård. Den ligger mellan Sandhamn och Kroksö i söder, Harö i norr och Eknö i väster. Den ansluter i öster till Horsstensfjärden och i väster till Eknösundet.
Fjärden har gett namn åt den planerade farleden Rödkobbsleden som, om den förverkligas, kommer att passera över Rödkobbsfjärden och Horsstensfjärden.